# البرنامج السعودي لتنمية وإعمار اليمن
البرنامج السعودي لتنمية وإعمار اليمن أو برنامج إعادة إعمار اليمن وهو برنامج تم الإعلان عنه في مايو 2018 كمرحلة ثالثة بعد العمليتين العسكريتين المسماة  بعملية عاصفة الحزم وعملية إعادة الأمل، ويهدف إلى إعادة بناء وتطوير البنية التحتية التي تأثرت بالحرب وإعادة بناء وتأهيل القدرات في مجالات الصناعة والزراعة والاتصالات والنقل والقطاعات الصحية والتعليم،  وخلق فرص وظيفية من خلال مشاريع تنموية عاجلة وأخرى طويلة الأجل في مختلف المحافظات اليمنية .

## مشاريع البرنامج
| مسلسل | المشروع                                             | نوعه         | المحافظة |
| ----- | --------------------------------------------------- | ------------ | -------- |
| 1     | مستشفى سيئون                                        | صحي          | حضرموت   |
| 2     | مبنى الأمن القومي ومكافحة الإرهاب                   | أمني         | المهرة   |
| 3     | زراعة القمح بالمسيلة                                | زراعي/ غذائي | المهرة   |
| 4     | مدينة الملك سلمان التعليمية الطبية                  | تعليمي/ صحي  | المهرة   |
| 5     | مركز غسيل الكلى                                     | صحي          | المهرة   |
| 6     | مشروع بناء وتأهيل المدارس                           | تعليمي       | المهرة   |
| 7     | مشروع بناء مجمعات سكنية                             | تنموي        | المهرة   |
| 8     | إنشاء محطتي توليد كهرباء                            | تنموي        | سقطرى    |
| 9     | توفير المياه بالغيظة                                | تنموي        | المهرة   |
| 10    | تطوير وتوسيع ميناء نشطون                            | تنموي        | المهرة   |
| 11    | إعادة تأهيل مطار الغيظة                             | تنموي        | المهرة   |
| 12    | دعم وحماية التراث اليمني والآثار اليمنية داخل اليمن | ثقافي        | [ 7 ]    |